# Gaétan Vestris

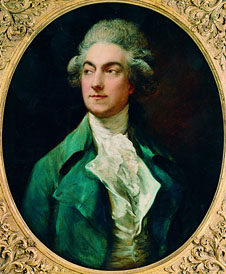
Gaétan Vestris na obrazie Thomasa Gainsborougha

Gaétan Vestris, właśc. Gaetano Apollino Baldassare Vestri (ur. 18 kwietnia 1729 we Florencji, zm. 23 września 1808 w Paryżu) – francuski tancerz włoskiego pochodzenia. Uważany za najlepszego męskiego tancerza swoich czasów.
Urodził się w 1729 roku we Florencji we włoskiej, uzdolnionej artystycznie rodzinie Vestris. Prawie wszyscy jej członkowie robili karierę w teatrze. Gaétan Vestris otrzymał stanowisko głównego tancerza w Wiedniu już w latach czterdziestych XVIII wieku, a następnie w Dreźnie
Później uczył się u Louisa Dupré w Académie Royale w Paryżu, przemianowanej później na Operę Paryską, gdzie służył jako mistrz tańca. Vestris był pierwszym tancerzem, który odrzucił maskę i ukazał swoją twarz.
Vestris tańczył krótko w zespole, został solistą w 1751 roku i przez kolejne 30 lat odnosił sukcesy w baletach Jean-Barthélemy’ego Lany’ego, Pierre’a Gardela i Jean-Georgesa Noverre’a. Ze względu na jego zarozumiałość, a także niekwestionowany talent, został nazwany, pół ironicznie, „bogiem tańca”.

## Rodzina
Brat Gaetano, Angiolo Vestris (1730-1809), był także tancerzem, a później aktorem w Comédie-Italienne. Był mężem aktorki Rose Vestris. Siostra Gaetano i Angiolo, Teresa Vestris (1726-1808), była również tancerką.
Gaetano miał kilkoro dzieci. Jego żoną była niemiecka balerina Anna Heinel. Jedną z jego kochanek była tancerka Marie Allard, a ich syn Auguste Vestris (1760-1842) był również był znanym tancerzem swoich czasów. Syn Auguste, Auguste Armand Vestris (1788-1825), był mężem aktorki i śpiewaczki operowej Lucii Elizabeth Vestris, i także był tancerzem.

## Nawiązania w kulturze
Gaétan Vestris jest wspomniany w słynnej komedii Juliana Ursyna Niemcewicza Powrót posła. W dramacie tym jeden z bohaterów skarży się na współczesną mu młodzież bezkrytycznie naśladującą kulturę francuską oraz na jej ignorancję. Narzeka, że współczesny młody człowiek:
„Wie dobrze kto to Vestris, nie wie kto Batory”.